# Kloster De viridario Beatae Mariae
Das Kloster De viridario Beatae Mariae, auch Sancta Maria de Viridario, war ein fränkisches Zisterzienserinnenkloster im Fürstentum Achaia in Messenien in der Nähe von Methoni auf dem Peloponnes in Griechenland.

## Geschichte
Informationen zur Gründung des Konvents De viridario Beatae Mariae („Garten  der seligen Jungfrau Maria“) unter fränkischer Kreuzfahrerherrschaft auf dem Peloponnes und zur weiteren Geschichte des Marienklosters im Viridarium („Garten“) sind nicht erhalten. Erste historische Nachweise zur Konventsgeschichte stammen aus der Zeit, als der Konvent unter der Äbtissin Demeta Palaeologina (auch in der Schreibweise Palaeologa) 1266 im Zuge des Niedergangs der fränkischen Herrschaft aus Griechenland fliehen musste und das von Benediktinern aufgegebene Kloster San Benedetto in Conversano in Süditalien neu besiedelte. Dort wurde der Konvent 1271 auf Beschluss das Generalkapitels des Zisterzienserordens der Aufsicht des Abtes des Klosters Daphni bei Athen unterstellt.

## Anlage und Bauten
Der griechische Archäologe Charalambos Bouras identifizierte die im Kern gotische Kirchenruine Agios Leon (zwei Kilometer nordwestlich von Methoni) mit ihren Strebepfeilern und anderen Merkmalen fränkischer Architektur als die dortige ehemalige Klosterkirche der Zisterzienserinnen. Bei dem Bauwerk handelte es sich um eine dreischiffige Basilika mit Halbkreisapsiden. Im südlichen Seitenschiff kam es im Verlauf des 15. Jahrhunderts zu einem Neubau, der auch später zerstört wurde.